# 湖西革命烈士陵园
湖西革命烈士陵园座落在山东省单县，原名湖西区抗战烈士陵园。始建于1945年7月，是原湖西地委、行署、军分区为安葬和纪念在抗日战争中牺牲在湖西抗日根据地的共产党武装的革命烈士而修建。园内有湖西革命烈士纪念塔、烈士纪念堂、烈士纪念亭、烈士英名碑和两座烈士单墓、四座烈士公墓等18处重点烈士纪念建筑物，共安葬革命烈士2641名。 2001年被国务院评为全国重点烈士纪念建筑物保护单位。